# Ізбахтіно
Ізба́хтіно (рос. Избахтино, чув. Кавал) — присілок у складі Яльчицького району Чувашії, Росія. Входить до складу Янтіковського сільського поселення.
Населення — 470 осіб (2010; 546 у 2002).
Національний склад:
- чуваші — 98 %
- інші — 2%